# Volks- und Raiffeisenbank Saale-Unstrut
Die Volks- und Raiffeisenbank Saale-Unstrut eG ist eine Genossenschaftsbank mit Sitz in der sachsen-anhaltischen Stadt Merseburg im Saalekreis.

## Geschichte
Die heutige Volks- und Raiffeisenbank Saale-Unstrut eG wurde am 18. Januar 1858 gegründet und entstand im Jahr 2000 durch die Fusion der Volks- und Raiffeisenbank Merseburg eG mit Sitz in Merseburg mit der Raiffeisenbank Naumburg-Weißenfels eG mit dem Sitz in Naumburg. Die Volks- und Raiffeisenbank Merseburg eG entstand im Jahr 1992 durch die Fusion der Raiffeisenbank Bad Dürrenberg eG mit dem Sitz in Bad Dürrenberg mit der Raiffeisenbank Merseburg eG. Im Jahr 1993 fusionierte die Volks- und Raiffeisenbank Merseburg eG nochmals mit der Volksbank Merseburg eG. Durch die Fusion der Raiffeisenbank Naumburg eG mit dem Sitz in Naumburg mit der Raiffeisenbank Weißenfels eG mit dem Sitz in Weißenfels entstand im Jahr 1994 die Raiffeisenbank Naumburg-Weißenfels eG.
Eine detaillierte Chronik ist auf der Homepage der Bank dokumentiert.

## Rechtsverhältnisse
Die Volks- und Raiffeisenbank Saale-Unstrut eG ist im Genossenschaftsregister beim Amtsgericht Stendal unter GnR 3153 eingetragen.

## Organisationsstruktur
Rechtsgrundlagen sind das Genossenschaftsgesetz und die durch die Generalversammlung beschlossene Satzung. Organe der Bank sind der Vorstand, der Aufsichtsrat und die Generalversammlung.

## Sicherungseinrichtung
Die Volks- und Raiffeisenbank Saale-Unstrut eG ist der amtlich anerkannten Sicherungseinrichtung des Bundesverbandes der Deutschen Volksbanken und Raiffeisenbanken GmbH und der zusätzlichen freiwilligen Sicherungseinrichtung des Bundesverbandes der Deutschen Volksbanken und Raiffeisenbanken e.V. angeschlossen.

## Geschäftsausrichtung
Die Volks- und Raiffeisenbank Saale-Unstrut eG betreibt das Universalbankgeschäft. Im Verbundgeschäft arbeitet sie mit der DZ Bank, R+V Versicherung, Bausparkasse Schwäbisch Hall, Teambank, VR Leasing,  DZ Hyp und der Union Investment zusammen.

## Geschäftsgebiet
Das Geschäftsgebiet liegt in der Mitte des Saalekreises sowie im Burgenlandkreis.
An diesen Orten betreibt die Bank personenbesetzte Filialen:
- Merseburg (Hauptstelle, jur. Sitz)
- Naumburg (Saale) (Geschäftsstelle)
- Bad Dürrenberg (Geschäftsstelle)
- Bad Lauchstädt (Geschäftsstelle)
- Braunsbedra (Geschäftsstelle)
- Mücheln (Geschäftsstelle)
- Weißenfels (2 Geschäftsstellen)
- Lützen (Geschäftsstelle)
- Bad Kösen (Geschäftsstelle)
- Hohenmölsen (Geschäftsstelle)
- Eckartsberga (Geschäftsstelle)